# خوان کروز رئال
خوان کروز رئال (انگلیسی: Juan Cruz Real؛ زادهٔ ۸ اکتبر ۱۹۷۶) بازیکن فوتبال اهل آرژانتین است.
از باشگاه‌هایی که در آن بازی کرده‌است می‌توان به باشگاه اتلتیکو ایندپندینته و باشگاه فوتبال آرسنال ساراندی اشاره کرد.